# セラフィン・スビリ
セラフィン・リソアイン・ビドンド（Serafin Lizoain Vidondo, 1964年4月20日 - ）は、スペイン・パンプローナ県出身の歌手・作曲家・ピアニスト・司会者。一般的にはセラフィン・スビリ(Serafin Zubiri)として知られる。スビリは視覚障害を持つ音楽家である。スペイン代表としてユーロビジョン・ソング・コンテストに2度出場している。

## 経歴

### 音楽活動
1964年、セラフィン・リソアイン・ビドンドはパンプローナ県スビリに生まれた。セラフィン・スビリというステージネームは出身地の自治体に由来している。失明したためにスペイン視覚障害者団体(ONCE)に所属し、音楽や音楽理論を学び、ピアノや歌に触れた。1987年からはバンド「Equus」のボーカルを務めている。1992年にはディズニーのアニメ映画『美女と野獣』のスペイン語版サウンドトラックを録音した。1992年にはスペイン代表としてスウェーデン・マルメで開催されたユーロビジョン・ソング・コンテスト1992に出場し、バラード『Todo esto es la musica』を歌った。2000年にはTVEが主催したユーロビジョン・ソング・コンテスト2000のスペイン国内予選に出場して優勝し、スウェーデン・ストックホルムで開催された本大会ではチェマ・プロンによる『Colgado de un sueno』を歌った。

### 音楽以外の活動
ラジオ番組で活動していたこともあり、パンプローナにあるローカルテレビ局の『Disabled Unlimited』という番組で司会を務めていたこともある。2000年にはマルタ・サンチェスらとの共演でミュージカル『La magia de Broadway』に主演し、10月にマドリードのララ劇場で初演が行われた。2005年、国際視覚障害者スポーツ連盟(IBSA)の副会長に就任した。2007年にはTVEによるテレビ番組『!Mira Quien Baila!』（ダンシング・ウィズ・ザ・スターズのスペイン版）に出場し、2008年4月14日には同番組のアルゼンチン版に参加した。スビリはこの番組の他国版にも出演してその技術を見せている。2013年、アンテナ3で放送された『Splash!』のスペイン版に出場した。

## ディスコグラフィー

### アルバム
- 1987年: Intentalo
- 1988年: Pedaleando
- 1991年: Detras del viento
- 1992年: Te veo con el corazon
- 1995年: Un hombre nuevo
- 2000年: Colgado de un sueno
- 2008年: Colgado de un sueno（アルゼンチンで再リリース）
- 2010年: Sigo aqui
- 2012年: X una causa justa